# Assiette (angle)
 (avril 2020).
Si vous disposez d'ouvrages ou d'articles de référence ou si vous connaissez des sites web de qualité traitant du thème abordé ici, merci de compléter l'article en donnant les références utiles à sa vérifiabilité et en les liant à la section « Notes et références ».
Pour les articles homonymes, voir Assiette.
L'angle d'assiette est l'angle de l'axe longitudinal ou latéral d'un aéronef, d'un navire ou d'un sous-marin par rapport au plan horizontal. L'assiette latérale est la position de son axe latéral. Pour un voilier, on parle de gîte (lorsqu'il penche sous le vent) ou de contre-gîte (au vent). En aviation, l'assiette (tout court) désigne l'assiette longitudinale. Latéralement on n'utilise pas la notion d'assiette mais l'inclinaison (angle par rapport à l'horizontale autour de l'axe longitudinal de l'avion) — si l'assiette est non nulle, l'inclinaison est différente de l'assiette latérale.

## Aviation

Assiette.

L'assiette est l'angle que fait l'axe longitudinal de l'aéronef avec l'horizontale. La tenue d'assiette est l'action du pilote pour maintenir une assiette constante, via la commande de profondeur (à inclinaison nulle) et/ou les ailerons (à forte inclinaison).
L'assiette est différente de la pente : {\displaystyle Assiette=Incidence+Pente}

## Maritime
- L'assiette longitudinale est définie comme l'inclinaison longitudinale d'un navire, c'est-à-dire la différence (TEAR-TEAV) entre le tirant d'eau de l'arrière (TEAR) et le tirant d'eau de l'avant (TEAV), divisé par la longueur entre perpendiculaires (Lpp).

{\displaystyle tan~~a={\frac {(TE_{AR}-TE_{AV})}{Lpp}}} (angle caractérisé ici par sa tangente)
Mais l'usage fait que l'on parle de l'assiette simplement comme de la différence des tirants d'eau. On dit qu'un navire a une assiette positive de 1 m, ou qu'il est 1 m sur le cul.
{\displaystyle Assiette=TE_{AR}-TE_{AV}}
- Sauf nécessités temporaires (périodes de chargement / déchargement) elle demeure positive car les aspirations de compartiments contenant des liquides (puisard) sont principalement sur l'arrière.
- Les navires essayent dans la mesure du possible de maintenir une assiette faible comprise entre 0 et +2 mètres, plus exactement positive et de l'ordre de 0 à 1 % rapportée à la longueur du navire. En effet un navire avec une assiette négative gouverne mal, car l'écoulement de l'eau sur les parties arrière et sur le gouvernail est perturbé. La tenue à la mer par mauvais temps est également plus aisée avec une assiette positive.
- l'assiette du navire peut varier lorsqu'il est en mouvement avec peu d'eau sous la quille (squat).
- Les sous-marins s'efforcent de maintenir une assiette nulle en plongée et disposent de caisses d'assiette à l'avant et à l'arrière remplies plus ou moins d'eau de mer pour effectuer ce réglage.